# Wayne megye (Mississippi)
Wayne megye az Amerikai Egyesült Államokban, azon belül Mississippi államban található. Megyeszékhelye és legnagyobb városa Waynesboro. Lakosainak száma 19 779 fő (2020. április 1.). Wayne megye Clarke, Greene, Perry, Jasper, Jones, Choctaw és Washington megyékkel határos.

## Népesség
A megye népességének változása:
| Lakosok száma | 20 770 | 20 647 | 20 656 | 20 539 | 20 566 | 19 779 |
|               | 2010   | 2011   | 2012   | 2013   | 2015   | 2020   |